# Виборчий округ 122
Виборчий округ 122 — виборчий округ у Львівській області. В сучасному вигляді був утворений 28 квітня 2012 постановою ЦВК №82 (до цього моменту існувала інша система виборчих округів). Окружна виборча комісія цього округу розташовується в будівлі Яворівської районної ради за адресою м. Яворів, вул. І. Франка, 8.
До складу округу входять Жовківський і Яворівський райони. Виборчий округ 122 межує з округом 124 на північному сході, з округом 119 на сході, з округом 118 і округом 116 на південному сході, з округом 120 на півдні і на південному заході та обмежений державним кордоном з Польщею на заході і на північному заході. Виборчий округ №122 складається з виборчих дільниць під номерами 460419-460509 та 461571-461684.

## Народні депутати від округу
| Ім'я                          | Фото | Партія         | Скликання | Дата набуття повноважень | Дата припинення повноважень |
| ----------------------------- | ---- | -------------- | --------- | ------------------------ | --------------------------- |
| Пазиняк Василь Степанович     |      | Батьківщина    | 7-ме      | 12 грудня 2012           | 27 листопада 2014           |
| Парасюк Володимир Зіновійович |      | самовисуванець | 8-ме      | 27 листопада 2014        | 29 серпня 2019              |
| Бакунець Павло Андрійович     |      | Самопоміч      | 9-те      | 29 серпня 2019           |                             |

## Результати виборів

### Парламентські

#### 2019
Кандидати-мажоритарники:
- Бакунець Павло Андрійович (Самопоміч)
- Андрейко Віталій Васильович (Голос)
- Демчина Роман Іванович (самовисування)
- Дума Андрій Романович (Громадянська позиція)
- Шумський Андрій Миколайович (Слуга народу)
- Самардак Ігор Степанович (Європейська Солідарність)
- Зінько Микола Любомирович (Свобода)
- Рибчинський Євген Юрійович (Батьківщина)
- Шот Петро Васильович (Народний рух України)
- Муравський Ігор Васильович (самовисування)
- Пекар Володимир Васильович (самовисування)
- Ушарук Сергій Миколайович (самовисування)
- Демчишин Наталія Іванівна (самовисування)
- Ковалик Михайло Іванович (самовисування)
- Онисько Роман Михайлович (самовисування)
- Гнатуш Андрій Романович (самовисування)
- Буричко Світозар Зіновійович (самовисування)
- Сеньо Орест Андрійович (самовисування)
- Мошковський Юрій Іванович (самовисування)
- Герман Богдан Петрович (Аграрна партія України)

#### 2014
Кандидати-мажоритарники:
- Парасюк Володимир Зіновійович (самовисування)
- Возняк Тарас Степанович (Блок Петра Порошенка)
- Павлюк Олександр Олексійович (Батьківщина)
- Бокало Іван Васильович (самовисування)
- Пекар Володимир Васильович (самовисування)
- Верещук Ірина Андріївна (самовисування)
- Давид Ольга Володимирівна (Українська народна партія)
- Шубіна Людмила Михайлівна (самовисування)
- Каспер Богдан Миколайович (самовисування)
- Шешеня Артур Олександрович (Заступ)
- Гаршин Віктор Миколайович (Комуністична партія України)

#### 2012
Кандидати-мажоритарники:
- Пазиняк Василь Степанович (Батьківщина)
- Козак Тарас Романович (самовисування)
- Савуляк Сергій Маркіянович (самовисування)
- Бабій Григорій Ярославович (самовисування)
- Босий Володимир Ігорович (Партія регіонів)
- Сміщук Сергій Леонідович (Наша Україна)
- Жук Ганна Михайлівна (Народна партія)
- Якимович Богдан Зіновійович (самовисування)
- Гаршин Віктор Миколайович (Комуністична партія України)
- Глова Ігор Григорович (самовисування)
- Франко Степан Михайлович (самовисування)
- Величко Роман Андрійович (Українська національна консервативна партія)
- Басараба Петро Дмитрович (Соціалістична партія України)

## Явка
Явка виборців на окрузі: